# Boyd Coddington
Boyd Leon Coddington, född 28 augusti 1944 i Rupert, Idaho, död 27 februari 2008 i Whittier, Kalifornien, var en amerikansk Hot Rod-byggare.
Boyd Coddington är ett känt namn i bilkretsar. Genom åren har han byggt många prisbelönta Hot Rod-bilar. Han startade även fälgtillverkning. Den är såld till Billet Wheels, men varumärket lever kvar.
Bland de som varit lärlingar hos Coddington finns bilbyggare som Chip Foose och Jesse James.
Mest känd är han kanske för den Cadillac han byggde åt Texasbandet ZZ Top och som har setts i flera av deras videor men även för de 7 gånger han vunnit den prestigefyllda utmärkelsen American Most Beautiful Roadster. Hans rykte steg till nya höjder, och han fick många nya beundrare sedan han och hans medarbetare började medverka i tv-serien American Hot Rod på Discovery Channel, som startade 2004. 
Efter en fallskada i hemmet och påföljande operationer försämrades Coddingtons hälsa avsevärt och han avled 63 år gammal på ett sjukhus i Whittier. Läkarna trodde att han skulle bli återställd men Coddingtons diabetesproblem bidrog till bortgången.